# Arthurs Creek
Arthurs Creek is een plaats in de Australische deelstaat Victoria.